# (35785) 1999 JY21
1999 JY21 (asteroide 35785) é um asteroide da cintura principal. Possui uma excentricidade de 0.06989120 e uma inclinação de 2.53288º.
Este asteroide foi descoberto no dia 10 de maio de 1999 por LINEAR em Socorro.